# Alžběta Hofericová
Alžběta Hofericová je česká divadelní herečka pocházející z Pardubic. Studovala Činoherního herectví na JAMU. Hraje v Divadle Polárka. Občas moderuje. Při akci ji můžete vidět například na brněnských městských slavnostech, či plesech.

## Soupis odehraných představení

### Studio Marta
- Domov dobrovolného otroctví
- Balkon
- Princ Homburský
- Mrzák inishmaanský
- Povodeň

### Divadlo Polárka
- Letní den, režie: Václav Vítek (Dáma)
- Petr Pan, režie: Simona Nyitrayová (Vendulka)
- Dlouhý, Široký a Bystrozraký, režie: Michal Sopuch (Bystrozraký)
- Moravský Budulínek, režie: Zoja Mikotová (liška)
- Peskvil, režie: Michal Sopuch (Zoja)
- Pět báječných strýčků, režie: Michal Sopuch (maminka)
- Kdo zachrání Izabelu?, režie: Michal Bumbálek (Izabela)
- Alenka za zrcadlem, režie: Tomáš Pavčik
- Naše třída, režie: Břetislav Rychlík